# Conveni Internacional de l'Opi
El Conveni Internacional de l'Opi, signat a La Haia el 23 de gener de 1912, va ser el primer tractat internacional de control de les drogues. Els Estats Units van convocar 13 nacions a una conferència de la Comissió Internacional de l'opi el 1909 a Xangai (Xina), en resposta a la creixent crítica al tràfic d'opi. El tractat va comptar amb les signatures d'Alemanya, els Estats Units d'Amèrica, la Xina, França, el Regne Unit, Itàlia, el Japó, els Països Baixos, Pèrsia, Portugal, Rússia i Siam. El conveni disposava que "les potències contractants procuraran vigilar o fer que es vigili a tota persona que fabriqui, importi, vengui, distribueixi i exporti morfina, cocaïna i les seves sals respectives, així com els edificis on dites persones exerceixin aquesta indústria o comerç".
Espanya va signar el conveni el 23 d'octubre de 1912. El 1915 es va aplicar el Conveni als Estats Units, els Països Baixos, la Xina, Hondures i Noruega, i el 1919 es va aplicar globalment, ja que es va incorporar al Tractat de Versalles.
El 9 de febrer de 1925 es va signar una versió revisada del Conveni Internacional de l'Opi, que va entrar en vigor el 25 de setembre de 1928. S'hi va introduir un sistema de control estadístic que hauria de ser supervisat per una mesa central permanent de l'opi, un cos de la Lliga de Nacions. Egipte, amb el suport de la Xina i els Estats Units, van recomanar que s'afegís al Conveni la prohibició de l'haixix, i un subcomitè va proposar el text següent:
L'ús del Cannabis i els seus derivats només s'ha d'autoritzar per a propòsits mèdics i científics. La reïna bruta (charas), això no obstant, que s'extreu de les flors femelles de Cannabis sativa L, juntament amb els diversos preparats (haixix, chira, esrar, diamba, etc.) de la qual és la base, no essent utilitzats actualment per propòsits mèdics i només essent susceptibles de ser utilitzats de forma danyosa, de la mateixa manera que altres narcòtics, no s'ha de produir, vendre ni comerciar sota cap mena de circumstància.
L'Índia i altres països van objectar del llenguatge utilitzat, citant costums socials i religiosos i el predomini de la planta de Cannabis a la natura, que dificultaria el compliment de la norma. Així doncs, aquesta provisió mai va aparèixer al tractat final. Es va fer una concessió que prohibia l'exportació de Cannabis als països que n'havien prohibit l'ús, i que requeria als països importadors l'expedició de certificats aprovant la importació i declarant que els carregaments eren "únicament per a propòsits mèdics o científics". També s'obligava a les parts a "exercir un control efectiu per prevenir el tràfic internacional il·lícit de Cannabis i especialment de la seva reïna." Aquestes restriccions encara deixaven un marge considerable als països per permetre la producció, el comerç intern i la utilització del Cannabis per a usos recreatius.
El Conveni es va reemplaçar pel Conveni Únic sobre Drogues Narcòtiques de 1961.